# PGC 70934
PGC 70934 est une vaste galaxie galaxie elliptique relativement éloignée et située dans la constellation de Pégase. PGC 70934 est la galaxie boréale de la paire de galaxies de NGC 7578 qui a été découverte par l'astronome germano-britannique William Herschel en 1784.

## Groupe compact de Hickson 94
La paire de galaxies de NGC 7578 fait partie du groupe compact de Hickson 94,. Ce groupe comprend sept galaxies. L'utilisation de la notation non conventionnelle NGC 7578A et NGC 7578B combinée à l'inversion des lettres A et B pour les désignées dans le group compact de Hickson est vraiment un malheureux choix qui porte à confusion. HCG 94A est la galaxie PGC 70934 désignée comme NGC 7578B par la base de données NASA/IPAC et par Wolfgang Steinicke, et HCG 94B est la galaxie PGC 70933 désignée comme NGC 7578A par ces deux mêmes sources,. 
Les 5 autres galaxies du groupe sont PGC 70943 (HCG 94C), PGC 70936 (HCG 94D), PGC 70937 (HCG 94E), PGC 70939 (HCG 94F) et PGC 70941 (HCG 94G).

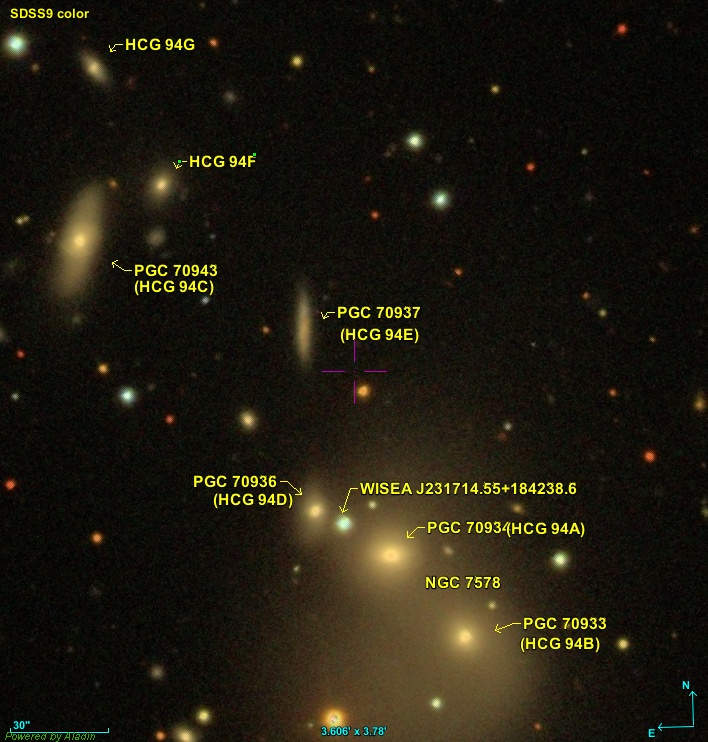
Groupe compact de Hickson 94 par le relevé SDSS.